# Byrsophlebidae
Famille
Les Byrsophlebidae sont une famille de vers plats aquatiques de l'ordre des Rhabdocoela (infra-ordre des Neotyphloplanida et sous-ordre des Dalytyphloplanida).

## Systématique
Le nom valide complet (avec auteur) de ce taxon est Byrsophlebidae Graff, 1882.

### Liste des genres
Selon la base de données World Register of Marine Species (6 janvier 2024), la famille des Byrsophlebidae regroupe les genres suivants :
- Byrsophlebs Jensen, 1878
- Kaitalugia Willems, Artois, Backeljau & Schockaert, 2005
- Maehrenthalia Graff, 1905
- Maehrenthaliella Karling, 1985
- Parabyrsophlebs Karling, 1985
- Styloplanella Findenegg, 1924
- Thalassoplanella Luther, 1946

### Publication originale
(de) Ludwig von Graff, Monographie der Turbellarien, t. I, Rhabdocoelida, Verlag Wilhelm Engelmann, Leipzig, 1882, p. 1-442 lire